# Eduardo Carísio
Eduardo Carísio Sobrinho (Catalão, 19 de janeiro de 1996) é um jogador de voleibol indoor brasileiro que atua na posição de levantador.

## Carreira

### Clube
Natural do estado de Goiás, Carísio começou a atuar profissionalmente pelas categorias de base do Minas Tênis Clube, até ser promovido ao time profissional adulto em 2015, onde conquistou 4 vice-campeonatos do Campeonato Mineiro.
Em 2019 foi anunciado pelo EMS Taubaté Funvic, onde conquistou dois títulos: o Campeonato Paulista de 2019 e a Supercopa de 2019. Na temporada seguinte, conquistou o terceiro lugar do Campeonato Paulista de 2020 atuando pelo Vôlei UM Itapetininga. 
Em 2021 Carísio assinou contrato com o clube francês Stade Poitevin Volley Beach, sendo a primeira experiência do atleta atuando por um clube estrangeiro. Ao término da temporada, o levantador voltou a atuar no voleibol brasileiro após assinar com SESI-SP.

### Seleção
Estreou na seleção brasileira sub-23 em 2016 ao ser convocado para o Campeonato Sul-Americano Sub-23, onde conquistou o primeiro título de sua carreira vestindo a camisa verde e amarela. Em 2018 conquistou o vice-campeonato da Copa Pan-Americana, em Córdoba no México, ao perder a final pra seleção argentina por 3 sets a 2. No ano seguinte conquistou o bronze na sua primeira edição dos Jogos Pan-Americanos. Em 2019 foi convocado pelo técnico Renan Dal Zotto para atuar no Campeonato Sul-Americano, onde consagrou-se campeão na final após derrotar a seleção argentina no tie-break.

## Títulos
Vôlei Taubaté
- Campeonato Paulista: 2019

- Supercopa Brasileira: 2019

## Clubes
| Anos      | Clube                       |
| --------- | --------------------------- |
| 2013–2019 | Minas Tênis Clube           |
| 2019–2020 | EMS Taubaté Funvic          |
| 2021–2021 | Vôlei UM Itapetininga       |
| 2021–2022 | Stade Poitevin Volley Beach |
| 2022–     | SESI-SP                     |